# Oude Kerk (Scheveningen)

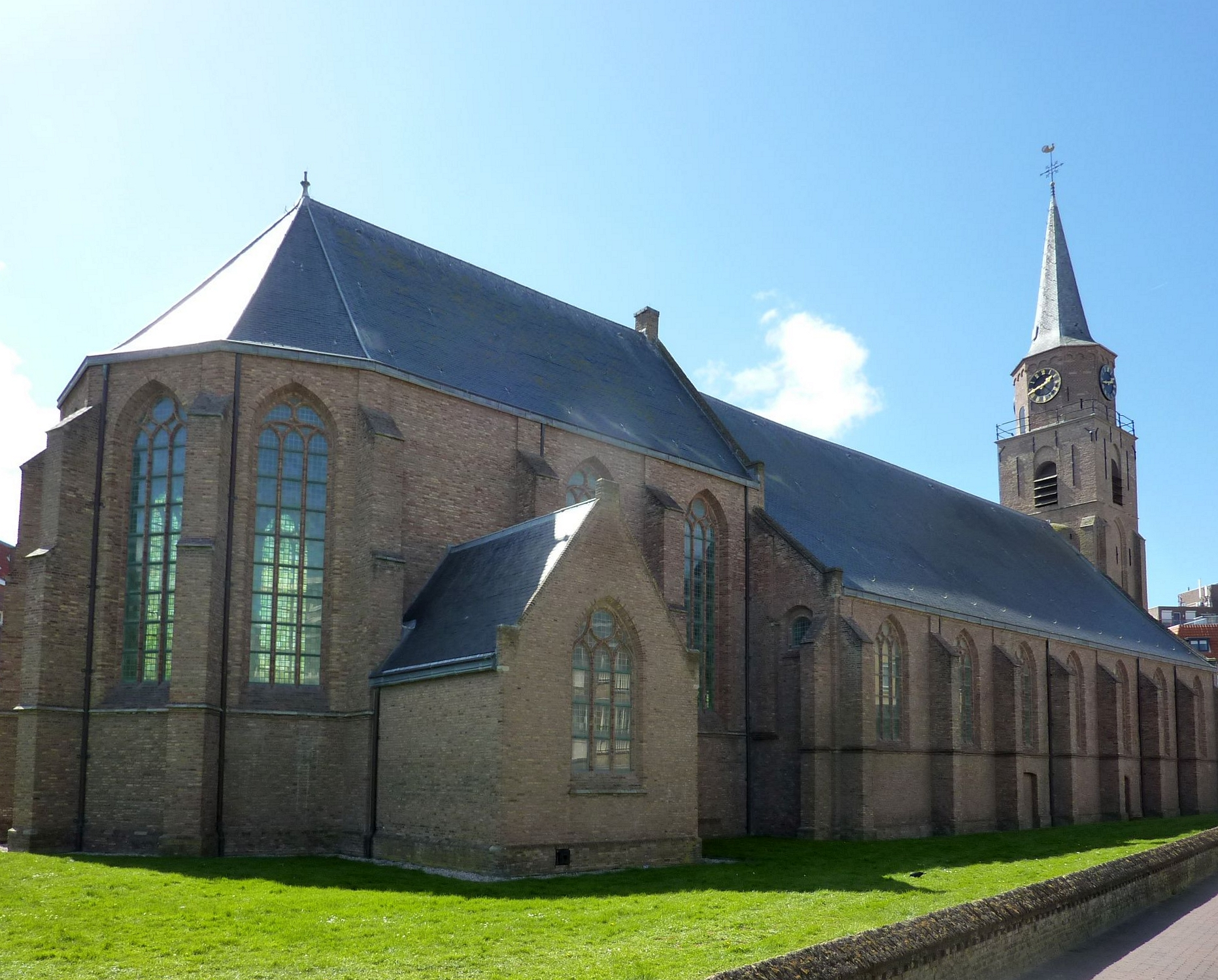
Die Oude Kerk

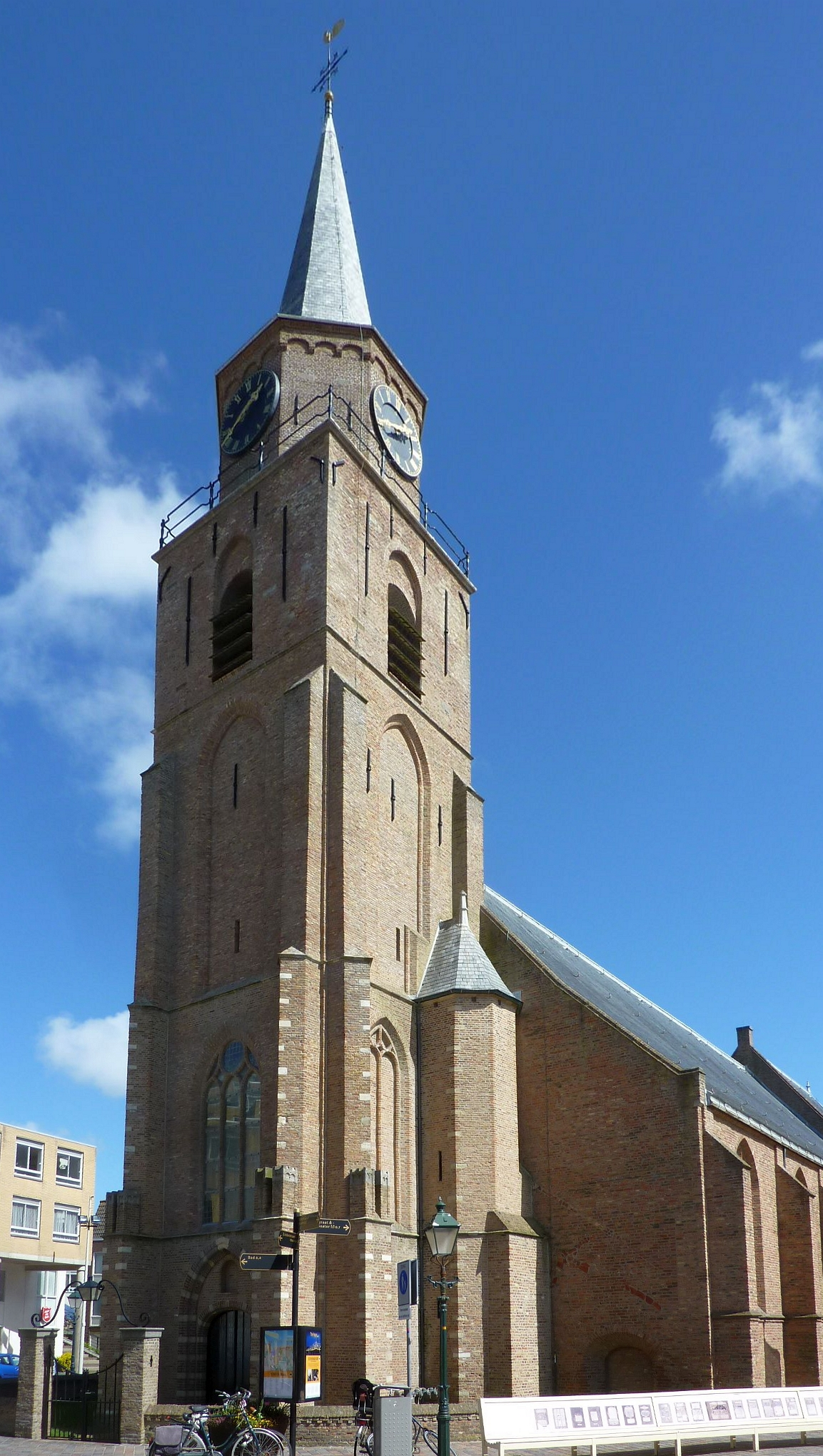
Blick zum Turm

Die Oude Kerk (deutsch Alte Kirche) ist eine spätgotische evangelisch-reformierte Pfarrkirche in Scheveningen (Provinz Südholland) in den Niederlanden. Die reformierte Kirchengemeinde gehört zur Protestantischen Kirche in den Niederlanden und das Kirchengebäude ist Rijksmonument unter der Nummer 17617.

## Geschichte
Bis zur Einführung der Reformation war die Oude Kerk dem heiligen Antonius Abbas geweiht. Die direkt an der Nordseeküste am Deich gelegene Kirche wurde nach einer Überflutung 1470 in Form einer Pseudobasilika großteils neu errichtet. Der fünfseitig geschlossene Chor, der höher als das Langhaus ist, bestand zu diesem Zeitpunkt schon. Das Langhaus selber folgte um 1500, ihm wurde gegen 1525 der Westturm vorgesetzt. Das achtkantige Obergeschoss des Turmes findet eine Entsprechung in der nahegelegenen Abteikirche Loosduinen.
Im Lauf des 16. Jahrhunderts wurde dem Langhaus noch ein südliches Querhaus angefügt, das im 19. Jahrhundert jedoch einem Küsterhaus weichen musste. Dieses wurde 1957–59 durch ein neues Gemeindehaus im neobarocken Stil des 18. Jahrhunderts ersetzt. Zur gleichen Zeit rekonstruierte man auf Fundamenten des 16. Jahrhunderts eine Sakristei an der Nordseite des Chors.